# Waneta Storms
Waneta Storms (Vancouver, 25 novembre 1968) è un'attrice canadese.
Waneta è principalmente conosciuta per l'aver interpretato Isobel Lambert nella serie televisiva L'undicesima ora. È anche apparsa in altre serie, quali: Il sesso secondo Josh, Amazon e Nikita.
È stata nominata per 4 Gemini Awards, 3 dei quali per la sua interpretazione ne L'undicesima ora e 1 per la sua comparsa nel 2001 in Blue Murder.